# ماتیاس زیمرلینگ
ماتیاس زیمرلینگ (انگلیسی: Matthias Zimmerling؛ زادهٔ ۶ سپتامبر ۱۹۶۷) بازیکن فوتبال اهل آلمان است.
از باشگاه‌هایی که در آن بازی کرده‌است می‌توان به باشگاه فوتبال زاکسن لایپزیگ، باشگاه فوتبال لوکوموتیو لایپزیگ، باشگاه فوتبال هانوفر ۹۶، باشگاه فوتبال دینامو برلینر، باشگاه فوتبال یونیون برلین، باشگاه فوتبال کارل زایس ینا، و باشگاه فوتبال انرژی کوتبوس اشاره کرد.
وی همچنین در تیم ملی فوتبال آلمان شرقی Youth بازی کرده‌است.